# جاسوس متمركز
الجاسوس المتمركز أو الجاسوس المقيم في عالم التجسس هو جاسوس يعمل في بلد أجنبي لفترات طويلة من الزمن. تُعرف قاعدة العمليات داخل البلد الأجنبي باللغة الإنجليزية باسم المحطة، ويسمى باللغة الروسية (резиденту́ра). في حين تسمى الولايات المتحدة رئيس التجسس برئيس المحطة، يسمى الاتحاد السوفيتي (резиде́нт).

## أنواع الجواسيس المقيمين
في الاتحاد السوفييتي السابق والتسمية الروسية، كان هناك نوعان من الجواسيس المقيمين: جاسوس مقيم قانوني وجاسوس مقيم غير قانوني. في لغة الولايات المتحدة، يكون الفرق نفسه بين «الغطاء الرسمي» و «الغطاء غير الرسمي».
يعمل الجاسوس المقيم في بلد أجنبي تحت غطاء رسمي (مثل حصانة دبلوماسية). وهو عضو رسمي في القنصلية، مثل ملحق تجاري أو ثقافي أو عسكري. يتمتع بحصانة دبلوماسية من المقاضاة ولا يمكن القبض عليه من قبل البلد المضيف إذا اشتبه في قيامه بالتجسس. يمكن للبلد المضيف طرد مثل هذا الشخص، مطالبه بالعودة إلى بلده الأصلي باعتباره شخصًا غير مرغوب فيه.
جاسوس مقيم غير قانوني يعمل تحت غطاء غير رسمي. لا يمكنهم المطالبة بالحصانة من المقاضاة عند القبض عليهم. قد يعملون تحت اسم مزيف ولديهم مستندات مزيفة تزعم أنهم من مواطني البلد، أو من بلد مختلف عن تلك التي يتجسسون من أجلها. ومن أمثلة هؤلاء الغير شرعيين رودولف آبل، الذي كان يعمل في الولايات المتحدة؛ وزعم جوردون لونسديل، المولود في روسيا، أنه كندي ويعمل في بريطانيا. ومن بين هؤلاء «المهاجرين غير الشرعيين» من السوفييت والروس ريخارد زورغه ووالتر كريفيتسكي وألكسندر أولانوفسكي وآنا تشابمان، والتي كانت تُعرف باسم العميل النائم.

## مقارنة بين الجواسيس المقيمين غير الشرعيين والشرعيين
مزايا وعيوب الجواسيس المقيمين الشرعيين تشبه مزايا الجواسيس المقيمين غير الشرعيين. يتمتع جاسوس مقيم قانوني بميزة الوضع الدبلوماسي، لكن كونه أجنبيًا فيكون معروفًا للبلد المضيف وواحدًا من عدد قليل من الموظفين الدبلوماسيين الرسميين. قد يكون وضعهم الاستخباراتي سهلاً على وكالات مكافحة التجسس للتمييز أو الاشتباه. من ناحية أخرى، يتمتع الجاسوس المقيم غير الشرعي بميزة أنه غير معروف كأجنبي في البلد المضيف، وواحد من بين الملايين من المواطنين العاديين في البلاد. العيب هو عدم وجود الحصانة الدبلوماسية لتراجع في حالة الاعتقال.
يتمتع الجاسوس المقيم الشرعي بفرص الالتقاء بأفراد على مستوى عالٍ من الدولة المضيفة كجزء من الأعمال «الرسمية»، ولا يقوم جاسوس مقيم غير شرعي بذلك. على عكس ذلك، فإن جواسيس المقيمين غير الشرعيين لديهم سهولة الوصول إلى مجموعة واسعة من المصادر المحتملة التي سيتم تأجيلها عن طريق الاضطرار إلى الاتصال والتعامل مع مسؤول أجنبي علني. غالباً ما يخفون من الاتصالات بالدولة التي يعملون فيها رسميًا.
أيضا، يمكن للجاسوس المقيم غير الشرعي البقاء في البلد المضيف إذا تعطلت العلاقات الدبلوماسية. يجبر الجواسيس المقيمون بصفة قانونية على المغادرة مع البعثة الدبلوماسية. يسهل الدفع لجاسوس مقيم قانوني، لأنه يمكن دمج المرتب علنا في كشوف المرتبات الدبلوماسية. قد يكون من الصعب اتخاذ الترتيبات اللازمة لدفع الجواسيس المقيمين غير الشرعيين، في بعض الأحيان تنطوي على حيل أكثر تكلفة وتعقيدًا في الإدارة من دفع مسؤول دبلوماسي. قد تقوم وكالات التجسس باتخاذ الترتيبات اللازمة لدفع مؤسسة أو شركة في الدولة المضيفة للسماح للجاسوس المقيم غير الشرعي بالتظاهر كعضو من موظفيه وأن يتقاضى أجر هذه المنظمة / الشركة رسومًا.
يتمتع الجاسوس المقيم الشرعي بالوصول الكامل والسفلي إلى مرافق السفارة من أجل الاتصالات الآمنة والاجتماعات والخدمات الأخرى. لا يحق لجاسوس مقيم غير شرعي الوصول إلى مثل هذه المرافق، وبالتالي فإن ترتيبات الاتصالات تكون أكثر صعوبة وتستغرق وقتًا طويلاً. عادة ما يكون لجاسوس مقيم غير شرعي سيرة مزيفة. قد يتعرض جاسوس مقيم شرعي للخطر من خلال الحصول على سيرة رسمية توثق مسيرته الدبلوماسية وتوفر أدلة مفيدة لأجهزة مكافحة التجسس حول أنشطتها الاستخباراتية واتصالاتها.

## وصلات خارجية
- فيلم قصير عن الجاسوس المتمركز.
- حياتي كجاسوس كي جي بي في أمريكا: الحقيقة وراء الجواسيس السوفيت في واشنطن العاصمة.